# Guglielmo Marconi (Piccirilli)
Pour les articles homonymes, voir Guglielmo Marconi (homonymie).
Le monument dédié à Guglielmo Marconi, situé à l'intersection de 16th Street NW et Lamont Streets, NW, dans le quartier Mount Pleasant de Washington , est une œuvre d'art réalisée par Attilio Piccirilli. Il se présente comme un hommage à l'inventeur italien Guglielmo Marconi.  Les coûts de sa réalisation ont été défrayés par une souscription publique. Le monument fut érigé en 1941. Depuis 2007, l'œuvre fait partie du registre des lieux historiques du district de Columbia  et du Registre national des lieux historiques. Elle est désignée comme étant une propriété contributive dans le quartier historique de Mount Pleasant. 